# Éramos pocos
Éramos pocos ist ein spanischer Kurzfilm aus dem Jahr 2005. Bei der Oscarverleihung zwei Jahre darauf war er in der Kategorie Bester Kurzfilm nominiert.

## Handlung
Eines Sonntags verlässt Julia ihren Mann Joaquín und ihren erwachsenen Sohn Fernando, aber nicht ohne vorher noch den Fernsehapparat und andere Sachen auf die Straße geworfen zu haben. Da sie auf sich allein gestellt nicht zurechtkommen, beschließen Joaquín und Fernando, Julias Mutter aus dem Altersheim zu sich zu holen. Lourdes kocht wie gewünscht und ist zufrieden, wieder zu Hause zu sein. Als sie nach einem ausgelassenen Essen versucht, Joaquín zu küssen, ruft er am nächsten Tag seine Frau an. So erfährt er, dass die Frau bei ihm zu Hause nicht seine Schwiegermutter sein kann und sie somit jemand Fremden aus dem Altersheim geholt haben. Er überlegt zunächst, seinen Sohn davon zu unterrichten, beschließt dann aber sich einfach weiterhin an den Kochkünsten der vermeintlichen Schwiegermutter zu erfreuen.